# Malena Ernman

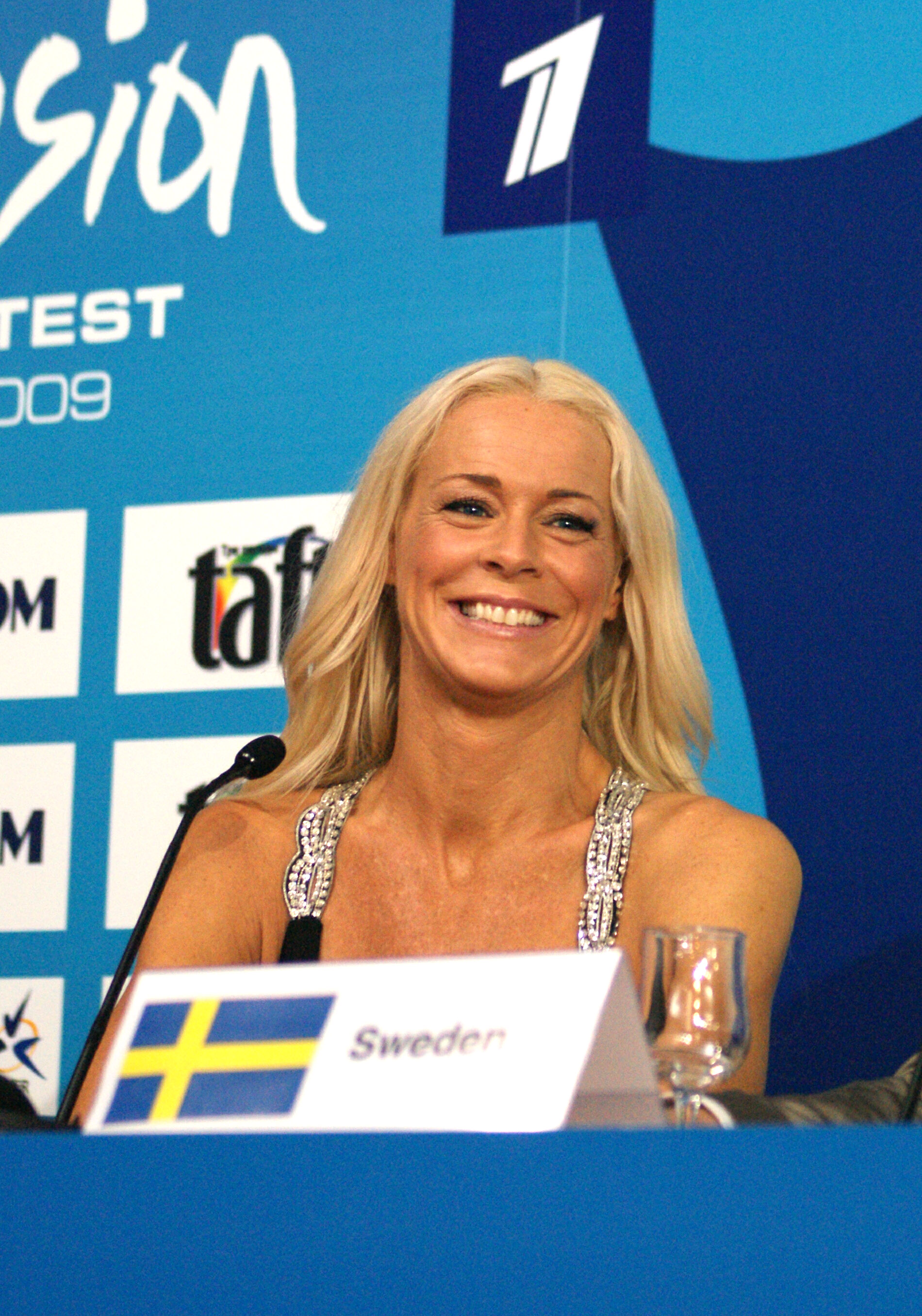
Malena Ernman la Concursul Muzical Eurovision 2009

Malena Ernman (n. 4 noiembrie 1970, Uppsala) este o cântăreață de operă suedeză, care a reprezentat Suediei la Concursul Muzical Eurovision 2009, cu cântecul La voix, care a luat locul 22 în finala Concursului Eurovision 2009 cu 33 de puncte.
Este mama activistei de mediu Greta Thunberg.

## Discografie

### Albume
- 2000: Naïve (KMH)
- 2001: Cabaret Songs (BIS)
- 2003: Songs in Season (Nytorp Musik)
- 2003: My Love (BIS)
- 2009: La Voix du Nord
- 2010: Santa Lucia – En klassisk jul (Christmas album)
- 2011: Opera di Fiori (Roxy Recordings/Universal)
- 2013: I decembertid
- 2014: SDS

Altele
- Songs in Season (Nytorp Musik)
- Nachtgesänge (Col legno)

### Single-uri
- 2009: "La voix" - sung at the Eurovision Song Contest 2009
- 2010: "Min plats på jorden"

## DVD
- Die Fledermaus (Glyndebourne Festival Opera)
- Julie (Boesmans)
- Hercules (William Christie)
- Dido and Aeneas (William Christie)
- La Cenerentola (Stockholm)